# 腋花乌头
腋花乌头（学名：Aconitum sinoaxillare），为毛茛科乌头属下的一个植物种。